# Wywiew
Wywiew – jaskinia w Dzielnicy VIII Dębniki w Krakowie. Znajduje się na południowo-zachodnim obrzeżu wzniesienia Krzemionek Zakrzowskich.

## Położenie
Jaskinia znajduje się w lesie, w skałach od strony ul. Tynieckiej. Od skrzyżowania tej drogi z drogą do jednostki wojskowej biegnie szeroka aleja spacerowa wyprowadzająca na wierzchowinę wzniesienia. Od strony ul.Tynieckiej podcięta jest ona skalnym murem. Dojście do jaskini Wywiew, podobnie jak do Jaskini Jasnej prowadzi ścieżką między tym murem a ul. Tyniecką. Jaskinia Wywiew znajduje się w odległości około 100 m od skrzyżowania ul. Tynieckiej z drogą do jednostki wojskowej i aleją spacerową. 

## Opis jaskini
Otwór o szerokości 1,5 m i wysokości 60 cm znajduje się w stromej skarpie tuż obok pnia buka. Za otworem jest salka o wymiarach 2 × 2 m. Odbiegają z niej dwa korytarze. W kierunku wschodnim biegnie stromo w górę korytarz o charakterze rury. Jego górny koniec znajduje się 7 m powyżej otworu wejściowego. Na wysokości około 5 m z korytarza tego odbiega na południe boczna odnoga, którą można przejść na długości 3 m, dalej przechodzi w niedostępny kominek i ciasne szczeliny. Drugi korytarz z salki biegnie poziomo na południe. Można go przejść na długości 5 m, potem korytarz skręca na wschód i staje się niedostępny. 
Jaskinia powstała w wapieniach uławiconych pochodzących z jury późnej. Jej dwa poziomy (0 i 5 m) powstały na dwóch rozmyciach międzyławicowych. Dno miejscami pokryte jest gliniastym osadem zmieszanym ze skalnymi wapiennymi blokami i krzemieniami, miejscami jest ilaste. Brak nacieków. Rozproszone światło dociera tylko do jej przyotworowej części. Jaskinia jest wilgotna. Ma silny przewiew. Latem powietrze wypływa z jaskini, zimą wpływa do niej.
Jaskinia Wywiew prawdopodobnie stanowi część systemu tworzonego przez kilka pobliskich jaskiń. Prawdopodobnie ma połączenie z Jaskinią z Kulkami.

## Historia eksploracji i dokumentacji
Jaskinię odkryli Andrzej Górny i Czesław Łukasiewicz w maju 1988 roku. Wkrótce też odkopano korytarz biegnący na południe. Plan jaskini i jej dokumentację opracował A. Górny w 1999 r..

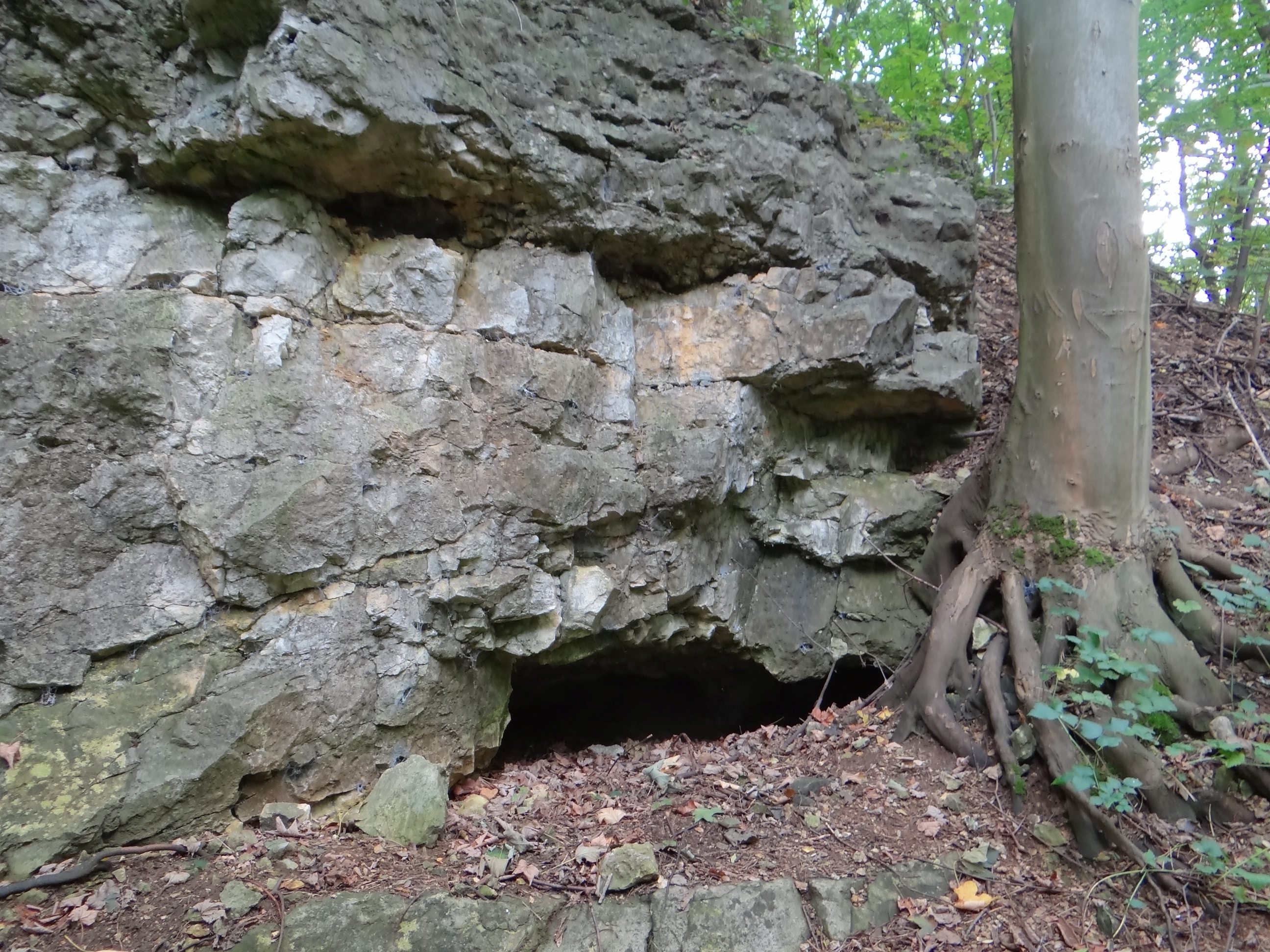
Otwór
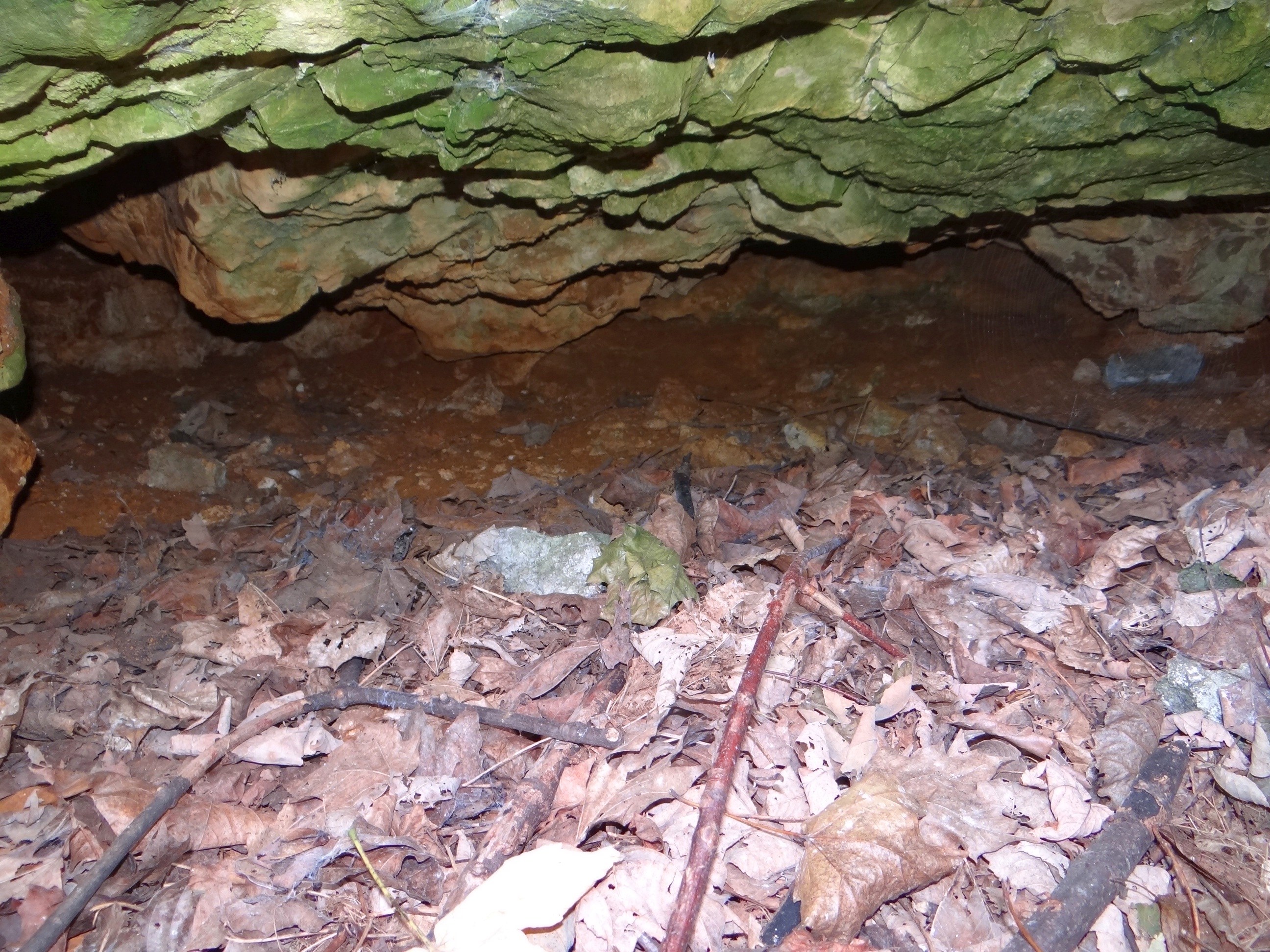
Salka
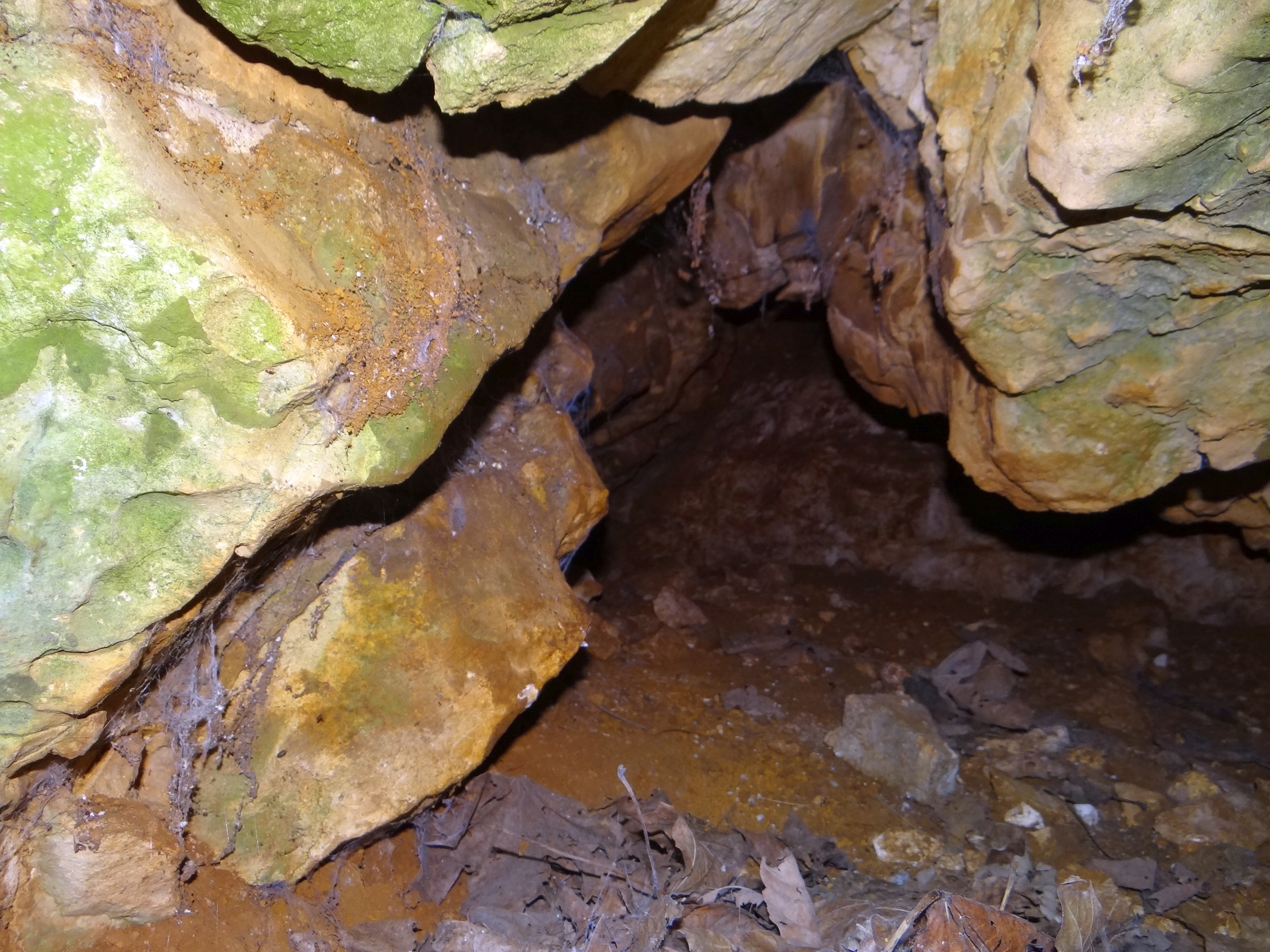
Wlot do korytarza